# Podlapača
Podlapača je naselje u Hrvatskoj, Ličko-senjska županija, općina Udbina (mikroregija Krbava).

## Zemljopisni položaj i stanovništvo
Prema broju stanovnika i površini Podlapača je drugo po veličini naselje u općini Udbina. 
Smještena je na zapadnom rubu Krbavskog polja ili, kako lokalno nazivaju tu dolinu, Podlapačko polje.
Naselje Podlapača ima rimokatoličku župnu crkvu i osnovnu školu, te Mjesni Odbor koji obuhvaća cijeli zapadni dio općine Udbina, obuhvaćajući još nekoliko manjih naselja okolice. Po nacionalnoj strukturi Hrvati čine apsolutnu većinu u Podlapači i okolnim mjestima.
Iz Podlapače vuku korijene poznati hrvatski velikani, pisac i pjesnik Dragutin Tadijanović i američki senator Mark Begich.
Podlapača ima za stanovnike starosjedilačke Hrvate čakavske loze.

## Povijest
Pravo ime sela je zapravo Podlapac. Po prvi put se spominje pod imenom Podlapčec u Ugovoru o nasljeđu koji su sklopili vlasnik Podlapčeca Ivan Karlović i sestra mu Jelena sa svojim mužem Nikolom Zrinskim. Prema tom ugovoru vidi se da je Ivan Karlović imao 22 grada od kojih su u Krbavskoj županiji bili Komić, Udvina (Udbina) i Podlapčec. Prema tom ugovoru svi Karlovićevi gradovi pripali bi Nikoli i Jeleni Zrinskoj ako bi Ivan umro bez muškog nasljednika.
Turci su zauzeli grad Podlapčec 1527. i njime vladali do 1689. Nakon odlaska Turaka došlo je novo, današnje, stanovništvo. Većina se doselila s područja Brinja. Kada je 1. siječnja 1872. u Podlapcu osnovana upravna općina, selo se zvalo još i Podlapača. To je vjerojatno bilo zbog nezgoda s poštom jer su pisma i paketi često odlazili u Donji Lapac. Nezadovoljni mještan zatražili su od glavne skupštine Ličko-krbavske županije da mu se vrati staro ime, a ova je molbu proslijedila hrvatskoj vladi. Vlada je promjenu imena dopustila 11. siječnja 1904. i selo se opet službeno zvalo Podlapac.
Za vrijeme NDH također je ostalo ime Podlapac, da bi se neposredno nakon Drugog svjetskog rata opet počelo zvati Podlapača. Ime Podlapača postalo je i službeno pa ga se pod tim imenom može naći na zemljopisnim i na autokartama. 1943. u Podlapači je strijeljan don Ivan Tičić s još 12 Pažana domobrana od strane partizana.
U drugom svjetskom ratu preživjela je velikosrpski ubilački i razarački pohod iz susjednih sela te je ostala gotovo jedino hrvatsko naselje na Krbavi etnički očišćenoj od Hrvata, Krbavi gdje je samo Udbina od prijeratne dvije tisuće Hrvata 1945. ostala gotovo bez svih Hrvata. Ako Hrvati nisu bili pobijeni, raspršeni su. Udbinska župa je zbog velikosrpskih i jugokomunističkih nedjela u Drugome svjetskom ratu i još više poslije rata gotovo uništena.
U velikosrpskoj pobuni i velikosrpskoj agresiji na Hrvatsku ovo je bilo jedino preostalo hrvatsko selo na Krbavi. Tijekom velikosrpske pobune i agresije na Hrvatsku, preostali Hrvati s Krbave bili su prisiljeni otići. Od rulje velikosrpskih nasilnika spasio ju je češki bataljun UNPROFOR-a.

## Stanovništvo
- 2001. – 102
- 1991. – 205 (Hrvati – 199, Srbi – 4, ostali – 2)
- 1981. – 252 (Hrvati – 245, Srbi – 5, Jugoslaveni – 1, ostali – 1)
- 1971. – 385 (Hrvati – 356, Srbi – 20, Jugoslaveni – 6, ostali – 3)

## Vanjske poveznice
- gospic.hbk.hr: Podlapača  Arhivirana inačica izvorne stranice od 13. prosinca 2007. (Wayback Machine)